# Ailee
Dans ce nom coréen, le nom de famille, Lee, précède le nom personnel.
Amy Lee (coréen: Lee Yejin; Hangeul: 이예진; Hanja: 李藝眞, née le 30 mai 1989), mieux connue sous son nom de scène Ailee (coréen: 에일리), est une chanteuse américano-sud-coréenne anciennement signée sous le label YMC Entertainment.
Elle est maintenant signée sous le label Rocket3Entertainment à la suite de la fin de son contrat avec YMC Entertainment en février 2019, qu’elle n’a pas souhaité renouveler.

## Discographie

### Mini-albums/albums
- 2012 : Invitation
- 2013 : A's Doll House
- 2014 : Magazine
- 2015 : VIVID
- 2016 : A New Empire
- 2019 : ButterFLY
- 2020 : I'm
- 2021 : Lovin'
- 2021 : Amy
- 2022 : I'm Lovin' Amy (en anglais)

## Filmographie

### Dramas
| Année | Titre               | Rôle      |
| ----- | ------------------- | --------- |
| 2012  | Dream High Season 2 | Elle-même |

### Shows TV
| Année     | Titre                     | Chaine     | Notes                    |
| --------- | ------------------------- | ---------- | ------------------------ |
| 2011-2014 | Immortal Songs 2          | KBS2       | Concurrente              |
| 2013-2014 | Great Marriage            | JTBC       | Membre du casting        |
| 2013      | Escape Crisis No.1        | KBS        | Invitée                  |
| 2013      | Weekly Idol               | MBC Every1 | Invitée, épisode 76      |
| 2014      | Laws of the City          | SBS        | Régulier                 |
| 2014      | MBC Music Ailee's Vitamin | MBC        | Membre du casting        |
| 2014      | Running Man               | SBS        | Invitée, épisode 211-212 |
| 2014      | Tray Song Relay           | KBS2       | Invitée                  |
| 2014      | One Fine Day              | MBC        | Régulier                 |

## Récompenses et nominations

### Cyworld Digital Music Awards
| Année | Catégorie                            | Travail nommé | Résultat |
| ----- | ------------------------------------ | ------------- | -------- |
| 2012  | Rookie & Song of the Month (février) | "Heaven"      | Lauréat  |

### Asia Song Festival
| Année | Catégorie        | Travail nommé | Résultat |
| ----- | ---------------- | ------------- | -------- |
| 2012  | New Artist Award | Ailee         | Lauréat  |

### MelOn Music Awards
| Année | Catégorie         | Travail nommé        | Résultat   |
| ----- | ----------------- | -------------------- | ---------- |
| 2012  | Best New Artist   | Ailee                | Lauréat    |
| 2013  | Top 10            | Ailee                | Lauréat    |
| 2014  | Top 10            | Ailee                | Nomination |
| 2014  | Best Ballad Award | "Singing Got Better" | Nomination |
| 2014  | Song of the Year  | "Singing Got Better" | Nomination |

### Mnet Asian Music Awards
| Année | Catégorie                       | Travail nommé        | Résultat   |
| ----- | ------------------------------- | -------------------- | ---------- |
| 2012  | Best New Female Artist          | Ailee                | Lauréat    |
| 2013  | Best Female Artist              | Ailee                | Nomination |
| 2013  | Best Vocal Performance - Female | "U&I"                | Lauréat    |
| 2013  | BC - UnionPay Song of the year  | "U&I"                | Nomination |
| 2013  | Artist of the Year              | Ailee                | Nomination |
| 2014  | Best Female Artist              | Ailee                | Nomination |
| 2014  | Best Dance Performance - Solo   | "Don't Touch Me"     | Nomination |
| 2014  | Best Vocal Performance - Female | "Singing Got Better" | Lauréat    |
| 2014  | UnionPay Song of the Year       | "Singing Got Better" | Nomination |
| 2014  | UnionPay Song of the Year       | "Don't Touch Me"     | Nomination |
| 2014  | UnionPay Artist of the Year     | Ailee                | Nomination |

### Golden Disk Awards
| Année | Catégorie       | Travail nommé    | Résultat |
| ----- | --------------- | ---------------- | -------- |
| 2013  | Best New Artist | Ailee            | Lauréat  |
| 2014  | Digital Bonsang | "U&I"            | Lauréat  |
| 2015  | Digital Bonsang | "Don't Touch Me" | Lauréat  |

### Seoul Music Awards
| Année | Catégorie    | Travail nommé | Résultat |
| ----- | ------------ | ------------- | -------- |
| 2013  | Rookie Award | Ailee         | Lauréat  |

### Mnet Pre-Grammy Awards
| Année | Catégorie        | Travail nommé | Résultat |
| ----- | ---------------- | ------------- | -------- |
| 2013  | Mnet Rising Star | Ailee         | Lauréat  |

### Gaon Chart K-Pop Awards
| Année | Catégorie              | Travail nommé | Résultat |
| ----- | ---------------------- | ------------- | -------- |
| 2013  | New Female Solo Artist | Ailee         | Lauréat  |

### Korea Drama Awards
| Année | Catégorie | Travail nommé     | Résultat |
| ----- | --------- | ----------------- | -------- |
| 2014  | Best OST  | "Goodbye My Love" | Lauréat  |

### APAN Star Awards
| Année | Catégorie | Travail nommé     | Résultat |
| ----- | --------- | ----------------- | -------- |
| 2014  | Best OST  | "Goodbye My Love" | Lauréat  |

### After School Club Award
| Année | Catégorie      | Travail nommé | Résultat   |
| ----- | -------------- | ------------- | ---------- |
| 2014  | Reaction Award | Ailee         | Nomination |

### Programmes de classements musicaux

#### Show Champion
| Année | Date       | Chanson                  |
| ----- | ---------- | ------------------------ |
| 2013  | 24 juillet | "U&I"                    |
| 2014  | 15 janvier | "Singing Got Better"     |
| 2014  | 15 octobre | "Don't Touch Me"         |
| 2015  | 7 octobre  | "Mind Your Own Business" |

#### M! Countdown
| Année | Date      | Chanson          |
| ----- | --------- | ---------------- |
| 2014  | 9 octobre | "Don't Touch Me" |

#### Music Bank
| Année | Date        | Chanson          |
| ----- | ----------- | ---------------- |
| 2012  | 23 novembre | "I'll Show You"  |
| 2013  | 26 juillet  | "U&I",           |
| 2013  | 2 août      | "U&I",           |
| 2014  | 10 octobre  | "Don't Touch Me" |

#### Inkigayo
| Année | Date      | Chanson          |
| ----- | --------- | ---------------- |
| 2014  | 5 octobre | "Don't Touch Me" |

### Sources
- (en) Cet article est partiellement ou en totalité issu de l’article de Wikipédia en anglais intitulé « Ailee » (voir la liste des auteurs).